# The Daily Mirror (Australie)
Pour les articles homonymes, voir Mirror.
 (décembre 2023).
Si vous disposez d'ouvrages ou d'articles de référence ou si vous connaissez des sites web de qualité traitant du thème abordé ici, merci de compléter l'article en donnant les références utiles à sa vérifiabilité et en les liant à la section « Notes et références ».
Le Daily Mirror australien était un journal du soir créé par Ezra Norton à Sydney en 1941, après avoir obtenu une autorisation du ministre du Commerce, Eric Harrison, malgré le rationnement du papier en cette période de guerre. En octobre 1958, Norton et ses associés vendirent le journal au 
groupe Fairfax qui le revendit immédiatement à la News Corporation de Rupert Murdoch. Il fut fusionné avec le journal The Daily Telegraph le 8 octobre 1990 pour donner The Daily Telegraph-Mirror qui en 1996 reprit le nom de The Daily Telegraph, faisant disparaître ainsi toute référence au Daily Mirror.